# Хорьков, Василий Георгиевич
Василий Георгиевич Хорьков — советский государственный хозяйственный и политический деятель.

## Биография
Родился в 1919 году в деревне Бяколове. Член КПСС с 1941 года.
С 1939 года — на хозяйственной, общественной и политической работе. В 1939—1989 гг. — старший техник Главного военно-химического управления Красной Армии, слушатель Военной академии химической защиты им К. Е, Ворошилова, студент Московского химико-технологического института, старший инженер, заместитель начальника отдела рабочих кадров, начальник цеха, заместитель начальника производственно-технического отела, заместитель директора по кадрам, начальник лаборатории, секретарь партийного бюро Государственного научно-исследовательского института и экспериментального завода, заместитель, первый заместитель председателя исполкома Ждановского районного Совета депутатов трудящихся тор, Москвы, заместитель заведующего промышленным отделом Московского горкома КПСС, председатель исполкома Ждановского районного Совета депутатов
трудящихся, первый секретарь Ждановского райкома КПСС гор, Москвы, заведующий отделом партийно-государственного контроля по химической и нефтеперерабатывающей промышленности Комитета партийно-государственного контроля при Совете Министров СССР, заместитель Министра нефтеперерабатывающей и нефтехимической промышленности СССР, заместитель председателя Комитета народного контроля СССР.
Делегат XXII съезда КПСС.
Жил в Москве по состоянию на 2014 год.